# Dino Carta
Dino Carta (Vicenza, 2 novembre 1924 – Vicenza, 12 gennaio 1945) è stato un partigiano italiano.

## Biografia
Studente prima del Patronato Leone XIII e poi dell'Istituto Tecnico Industriale "A. Rossi", giocatore del Lanerossi Vicenza, nel 1944 prese contatto con i partigiani della Brigata “Argiuna”, che gli indicarono di arruolarsi nella polizia ausiliaria per trasmettere informazioni sul trasporto delle armi e sui rastrellamenti.
Dopo quasi un anno, tradito da un compagno, il 12 gennaio 1945, da poco ventenne, venne convocato a Villa Girardi, la "Villa Triste" di via Fratelli Albanese per essere interrogato e torturato. Di qui riuscì a scappare giungendo fino a via Calderari dove però venne raggiunto e ucciso.

## Riconoscimenti
- Decorato con Croce al Valor Militare, con la seguente motivazione:

«Agente di polizia, fin dall'inizio si metteva a contatto con le forze della resistenza, fornendo a questa preziose informazioni. Sospettato ed arrestato, benché sottoposto a sevizie, rifiutava ogni delazione. Nel corso di uno dei tanti interrogatori, impadronitosi di sorpresa di una pistola che era sul tavolo, cercava con l'arma in pugno di evadere, ma raggiunto nella strada, veniva colpito a morte dai suoi inseguitori».
- Il Comune di Vicenza gli ha dedicato una via cittadina nel quartiere dei Ferrovieri[1]
- Gli ha intitolato anche la Scuola Media del medesimo quartiere
- Gli è stata dedicata una lapide in via Calderari, nella zona di Sant'Andrea, posta nello punto in cui venne assassinato
- In una bacheca del Museo del Risorgimento e della Resistenza di Villa Guiccioli sono esposti la giacca e il maglione indossati dal giovane antifascista il giorno dell'uccisione
- Lo scultore Giordani ha scolpito il suo busto posto in stradella dei Munari